# Adilson Rossi
Adilson Rossi (Itatiba, 30 de janeiro de 1960) é um pastor evangélico, teólogo, cantor e político brasileiro, filiado ao Partido Socialista Brasileiro (PSB).

## Biografia
Iniciou sua carreira política em 2002, quando foi eleito deputado estadual pelo estado de São Paulo, se elegeu novamente em 2010, pelo Partido Social Cristão (PSC), com 64 646 mil votos, de cerca de 350 municípios, e foi reeleito em 2014, pelo Partido Socialista Brasileiro (PSB), com 47 428 votos. Sua base eleitoral encontra-se principalmente na capital e na Região Metropolitana de São Paulo, e também no Vale do Paraíba e na Região Metropolitana de Campinas.

## Controvérsias
O jornal "Estadão" teve acesso a documentos que comprovam que o deputado fez uso irregular da verba indenizatória, pois gastou R$6.000 por mês do dinheiro público com uma gráfica ligada ao seu próprio assessor. 

## Propostas
O deputado foi o responsável pela criação do Dia da Mulher Cristã Evangélica, comemorado todo dia 28 de março, projeto de lei que foi sancionado pelo governador Geraldo Alckimin, justificando que “as mulheres cristãs têm um papel muito importante na família, na Igreja e na sociedade, e temos que valorizar” e que "a influência da mulher em todas as esferas da sociedade tem aumentado. Podemos constatar esse fato através da presença das mulheres em muitos lugares onde até há bem poucos anos era impensável." Outros projetos propostos pelo deputado foram o Dia da Juventude Evangélica e o Dia do Pastor Assembleiano. 